# Зольтан Хетеньї
Зольтан Хетеньї (угор. Hetényi Zoltán; 18 лютого 1988, м. Будапешт, Угорщина) — угорський хокеїст, воротар. Виступає за «Йокеріт» (Гельсінкі) у СМ-лізі.
Виступав за «Секешфехервар», «Йокеріт» (Гельсінкі), «Кієкко-Вантаа».
У складі національної збірної Угорщини провів 11 матчів (4 пропущені шайби); учасник чемпіонатів світу 2008 (дивізіон I), 2009, 2010 (дивізіон I) і 2011 (дивізіон I). У складі молодіжної збірної Угорщини учасник чемпіонатів світу 2005 (дивізіон II), 2006 (дивізіон I) і 2008 (дивізіон I). У складі юніорської збірної Угорщини учасник чемпіонатів світу 2004 (дивізіон II) і 2006 (дивізіон I).
Досягнення
- Чемпіон Угорщини (2005, 2007, 2009, 2010).